# 龙井侗族仡佬族乡
龙井侗族仡佬族乡是中华人民共和国贵州省铜仁市石阡县下辖的一个民族乡。

## 行政区划
龙井侗族仡佬族乡下辖以下村级行政区划单位：
克麻场村、分水岭村、竹林村、柏杨寨村、二塘村、猫寨村、沙坪村、方家沟村、狗湾坝村、枫香坪村、晏家湾村、孔石化村、炕家岩村、石门坎村、水塘村、耿家沟村、老君山村、丝栗坳村、管家坪村、旧寨村、关口坪村、檬子坳村和水溪村。